# Litoria majikthise
Litoria majikthise es una especie de anfibio anuro de la familia Hylidae.

## Distribución geográfica
Es endémica de Nueva Guinea (Papúa Nueva Guinea).